# ميخائيل بي غرين
ميخائيل بي غرين (بالإنجليزية: Michael Green)‏ هو شخصية أعمال بريطاني، ولد في 2 ديسمبر 1947 في إنجلترا في المملكة المتحدة.